# Helman Glacier
Helman Glacier är en glaciär i Antarktis. Den ligger i Östantarktis. Nya Zeeland gör anspråk på området. Helman Glacier ligger 759 meter över havet.
Terrängen runt Helman Glacier är bergig åt nordost, men åt sydväst är den kuperad.  Trakten är obefolkad. Det finns inga samhällen i närheten. 